# Congregación de la Pasión
La Congregación de la Pasión (nombre oficial Congregationis Passionis Iesu Christi y siglas C.P.), conocidos como pasionistas, es una congregación religiosa de derecho pontificio fundada el 22 de noviembre de 1720 por San Pablo de la Cruz, con la fundación de un convento en el Monte Argentario (Monteargentro) (Italia). La congregación tiene un especial énfasis y devoción a la Pasión de Cristo. Un símbolo conocido de la congregación es el emblema del Sagrado Corazón de Jesús, coronado por una cruz. Este símbolo suele estar cosido en la vestimenta de sus congregantes.

## Finalidad de la Congregación
Su fin específico se basa en anunciar el Evangelio de la Pasión mediante la vida y el apostolado; destinada a la vida contemplativa y comunitaria, las misiones populares (evangelización a los más pobres) y su amor por la Eucaristía y por la Pasión de Cristo.
«San Pablo de la Cruz reunió compañeros que viviesen en común para anunciar el evangelio de Cristo a los hombres. Desde el principio los llamó "Los pobres de Jesús", porque su vida debía fundarse en la pobreza evangélica, tan necesaria para observar los otros consejos evangélicos, para perseverar en la oración y para anunciar continuamente la Palabra de la Cruz . Quiso que los mismos compañeros siguieran un estilo de vida "a la manera de los Apóstoles", y fomentasen un profundo espíritu de oración, de penitencia y de soledad, por el que alcanzasen una unión más íntima con Dios y fuesen testigos de su amor.
Con clara visión de los males de su tiempo, proclamó incansablemente que la Pasión de Jesucristo, "la obra más grande y admirable del divino amor", es el remedio más eficaz». Constituciones 1

## Apostolado

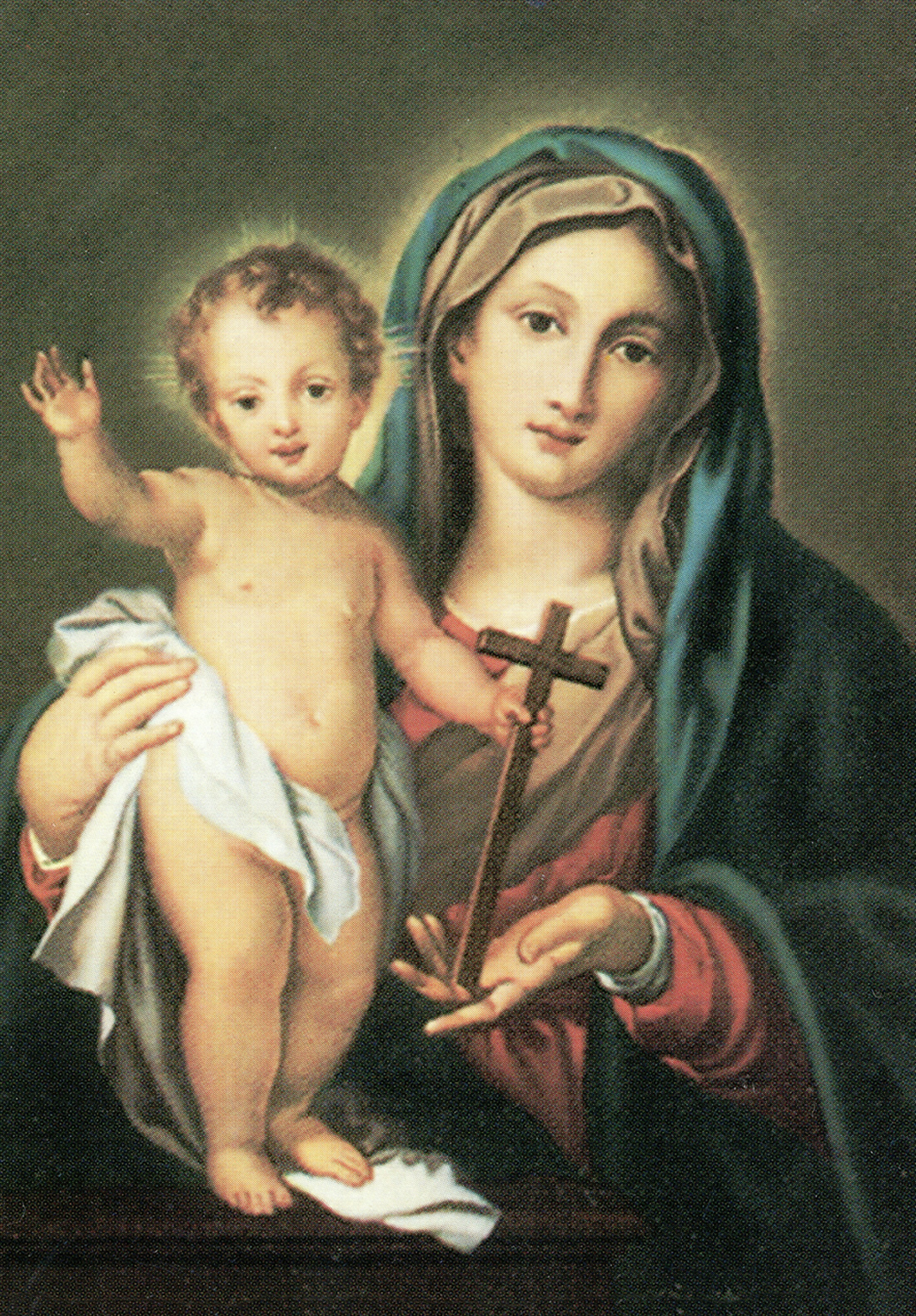
Nuestra Señora de la Santa Esperanza Advocación Mariana muy apreciada por los Pasionistas.

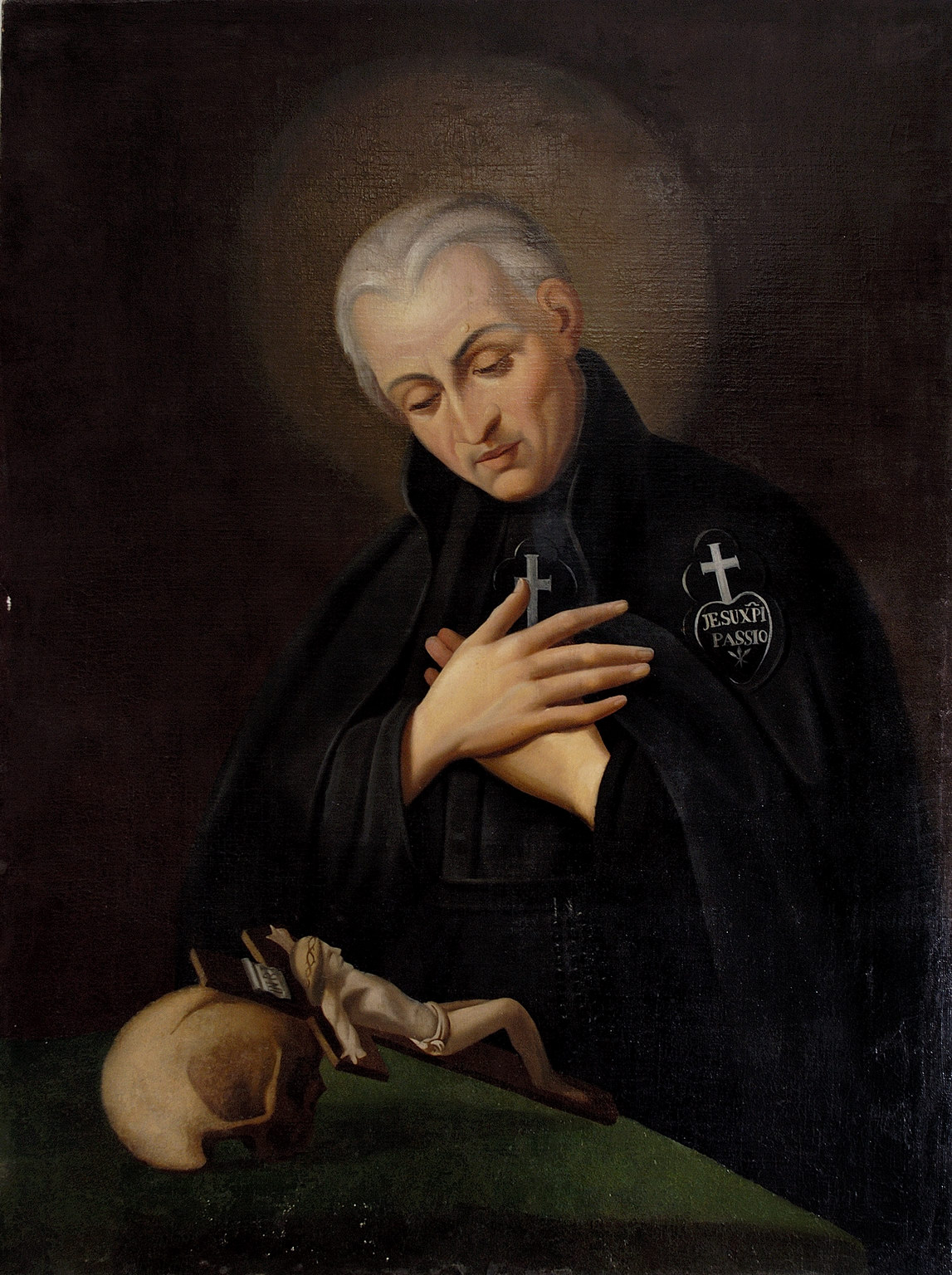
San Pablo de la Cruz Santo Fundador de los Pasionistas.

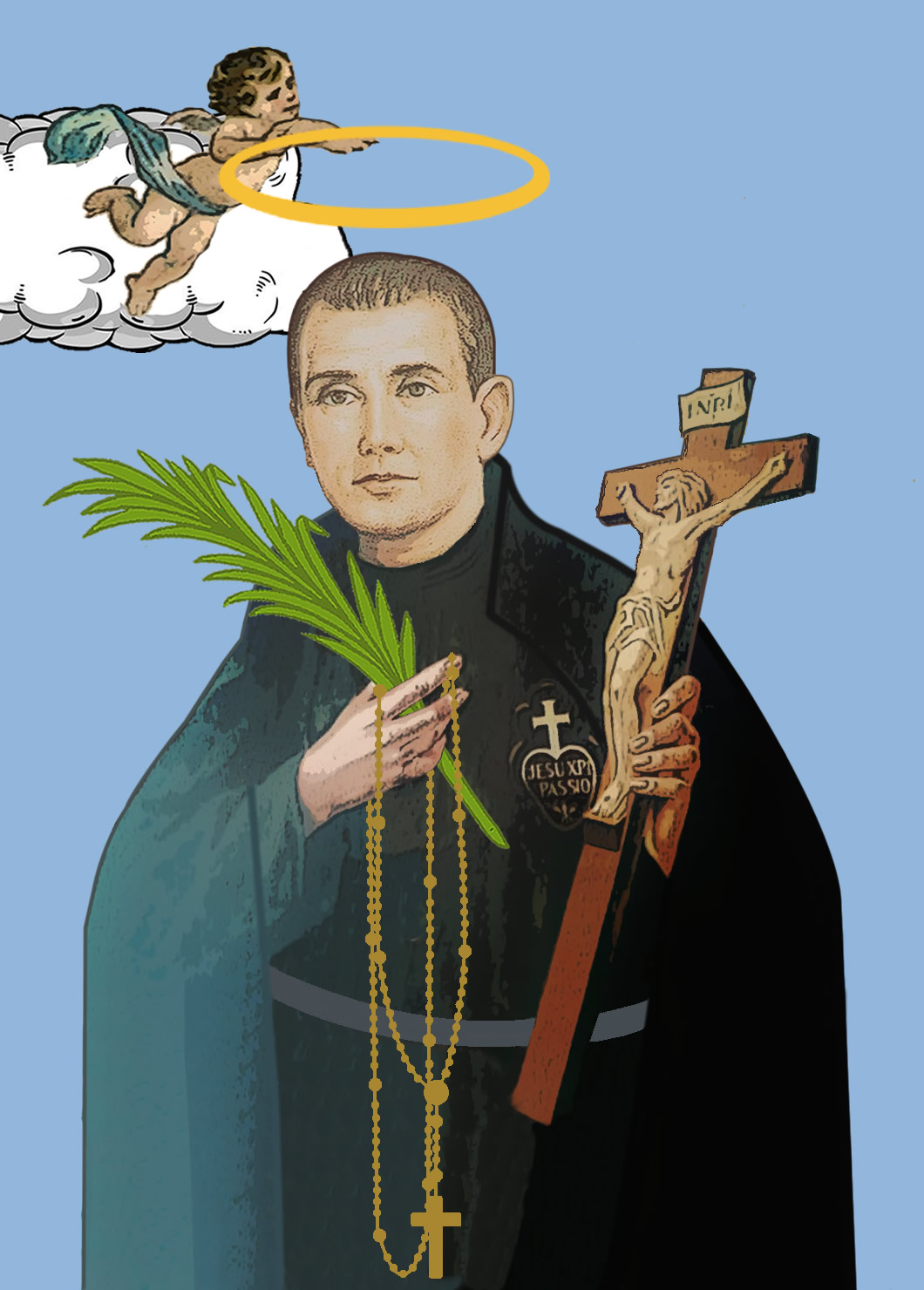
San Inocencio de la Inmaculada Concepción, Sacerdote, Religioso y Protomartir Pasionista.

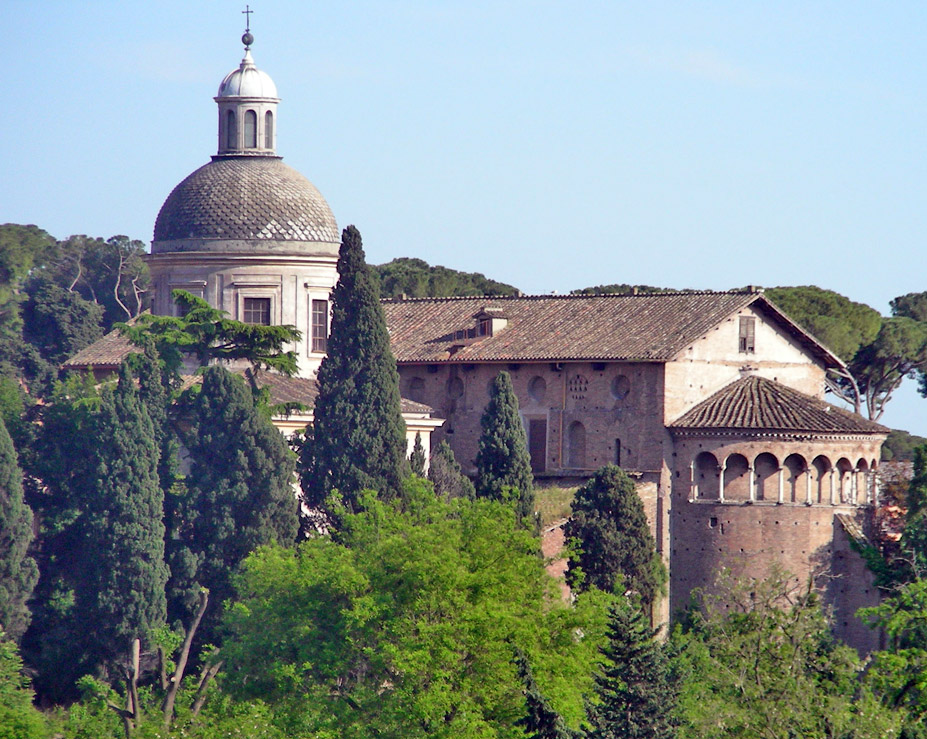
Basílica de los Santos Juan y Pablo en el Celio, Roma, Casa General de la Congregación Pasionista.

Tradicionalmente, su principal apostolado ha sido el de misiones de predicación y retiros. Según san Pablo de la Cruz, se fundaron para «enseñar a la gente a orar», lo cual realizan mediante actividades como retiros y misiones, dirección espiritual y grupos de oración. En la actualidad, también suelen ayudar a iglesias locales en labores pastorales, como celebrar misas, confesar y visitar a los enfermos. Debido a la continua escasez de sacerdotes en todo el mundo, los Pasionistas son designados a veces como párrocos o coadjutores de diversas parroquias. Los pasionistas organizan numerosos centros de retiro y conferencias en todo el mundo.
A diferencia de los lasallistas o los gabrielitas, los pasionistas no suelen abrir escuelas ni universidades, excepto seminarios para sus propios estudiantes que desean convertirse en hermanos o sacerdotes. Existen algunos colegios patrocinados y dirigidos por los Pasionistas, como el Colegio Santa Gemma Galgani (que incluye educación primaria, secundaria y preparatoria) en Santiago (Chile), pero estos son más la excepción que la regla. Los pasionistas participan en proyectos de bienestar social y educación, principalmente en los diversos territorios de misión que les han sido asignados.
Aunque los pasionistas no están obligados a trabajar como misioneros en zonas no cristianas, su Regla permite que sus miembros sean enviados a labores misioneras, como en China continental (antes de la llegada del comunismo en 1949), India y Japón, y en muchas otras naciones de África, Asia, Latinoamérica y otros lugares, según lo dicte el Papa o por invitación de un obispo local.
Para 2014, había 2 179 Pasionistas en 61 países de los cinco continentes, liderados por un Superior General elegido cada seis años. Cuenta con la asistencia de seis consultores en el gobierno de la congregación. La congregación se divide en provincias, viceprovincias y misiones. La Congregación también se divide en grupos de provincias, viceprovincias y misiones, denominados configuraciones. Los presidentes de las seis configuraciones constituyen el Consejo General Ampliado, que se reúne anualmente con el Superior General y sus consultores.
Existen seis configuraciones en el mundo:
- MAPRES: La Configuración de María Presentada en el Templo, que abarca Italia, Francia y Portugal, y territorios de misión relacionados.
- CCH: La Configuración de Charles Houben, que abarca Irlanda, Inglaterra, Escocia, Gales, Alemania, Polonia, Bélgica, República Checa, Ucrania, Países Bajos, Suecia, y territorios de misión relacionados.
- CJC: La Configuración de Jesús Crucificado, que abarca México, Brasil, Estados Unidos, Argentina, Puerto Rico, República Dominicana, Haití, Canadá, Uruguay, Paraguay, y territorios de misión relacionados.
- PASPAC: La Configuración de los Pasionistas en Asia Pacífico, que abarca Australia, Nueva Zelanda, Papúa Nueva Guinea, Filipinas, Corea, Japón, Indonesia, India, China y Vietnam, y territorios de misión relacionados.
- CPA: La Configuración de los Pasionistas de África, que abarca Kenia, Tanzania, República del Congo, Sudáfrica, Botsuana, Zambia, y territorios de misión relacionados.
- SCOR: La Configuración del Sagrado Corazón, que abarca España, Perú, Colombia, Ecuador, Venezuela, Chile, Panamá, Honduras, Guatemala, Cuba, El Salvador, Bolivia, Nicaragua y territorios de misión relacionados.

El nombre oficial del instituto es «Congregación de la Pasión de Jesucristo». El superior general reside en Roma . El fundador está enterrado en una capilla anexa a la Basílica de los santos Juan y Pablo, y la Sede General también alberga una casa de estudios internacional para pasionistas de todo el mundo.

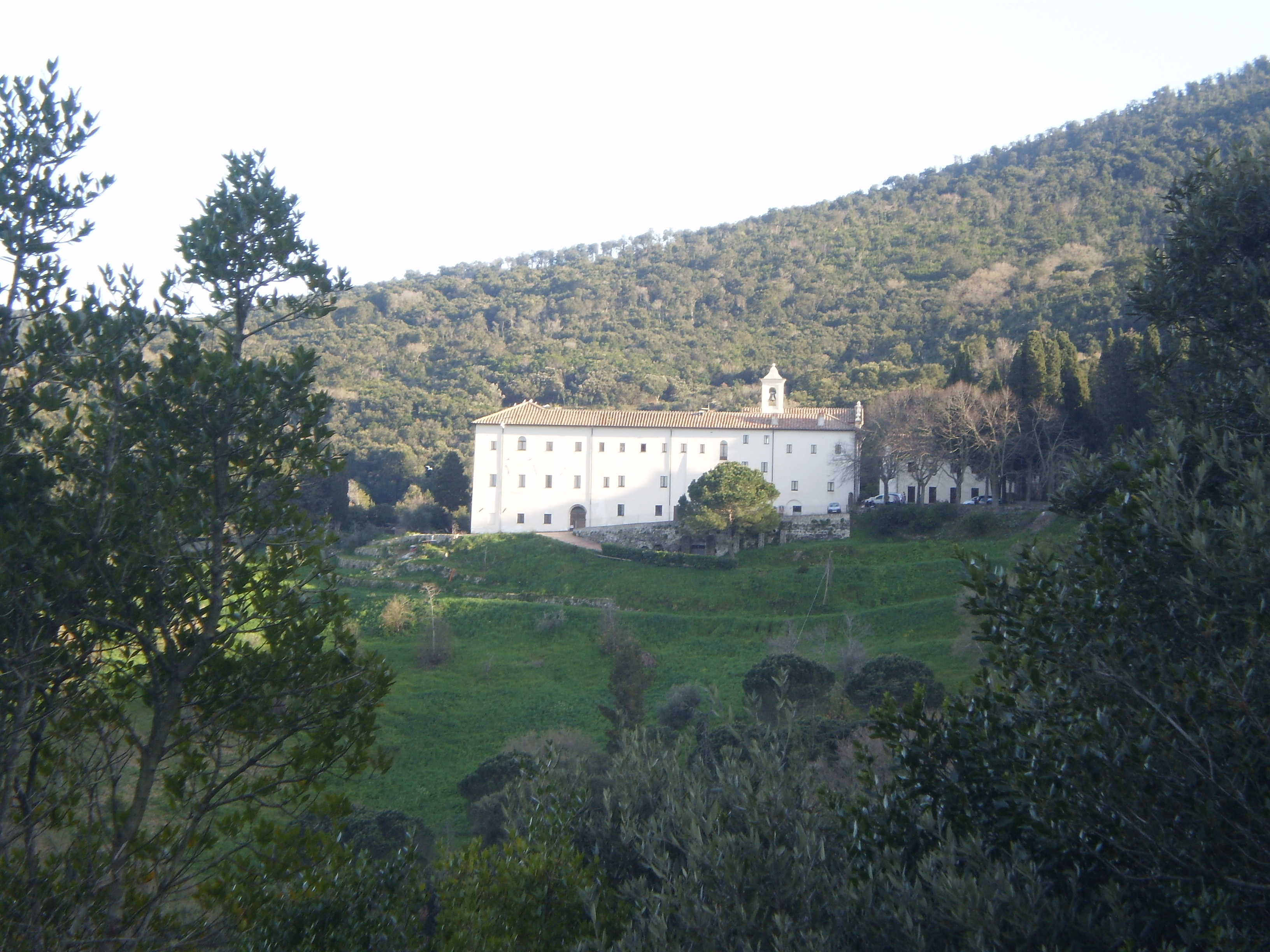
Convento de Monte Argentario en Italia.

## Síntesis histórica de la Congregación
San Pablo de la Cruz se lanza a la empresa de fundar esta congregación luego de un largo camino de búsqueda espiritual, muy similar al vivido por San Francisco de Asís: se despoja de posible fama, riqueza y posición social a cambio de hacerse pobre siervo de Cristo, movido a ello por una visión de la Santísima Virgen María. Su vida mendicante la comparte pronto con algunos compañeros que se le unen, haciéndose llamar "Los pobres de Jesús". Con el tiempo toman el nombre de "Pasionistas" en consonancia con el encargo que la Virgen le hace a Pablo: predicar la pasión de Jesucristo como "el don más maravilloso del amor de Dios, la fuerza que puede transformar al hombre y al mundo entero". Su misión les lleva a padecer en carne propia los dolores de los pobres, sirviéndolos, especialmente a los enfermos ("sufriendo los dolores de Cristo crucificado"), y a viajar de pueblo en pueblo predicando las misiones. Esta vida, una opción radical por el Evangelio, en un comienzo no es bien comprendida por la Santa Sede (pese a que Pablo contaba con el apoyo de su obispo), pero después de vencer las resistencias iniciales, logra que el Papa Benedicto XIV le ordene sacerdote junto a su hermano Juan Bautista en 1727 y dé a esta primera comunidad permiso para predicar. Más tarde el propio San Pablo de la Cruz llegó a ser consejero del Papa Clemente XIII, lo que le llevó a trasladarse a Roma, donde muere en 1775.

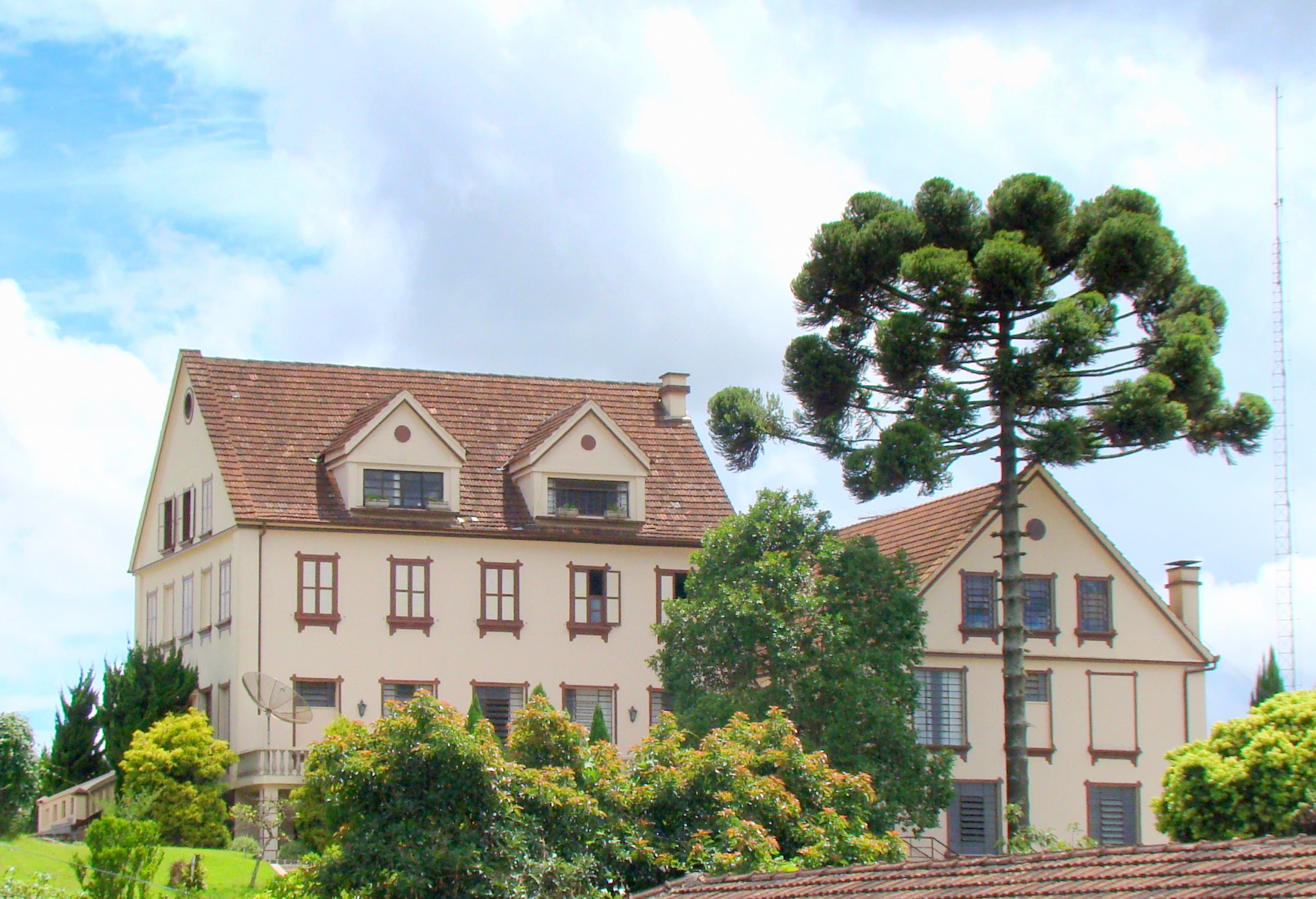
Convento de las Hermanas Pasionistas en Colombo (Gran Curitiba), Paraná, sur de Brasil.

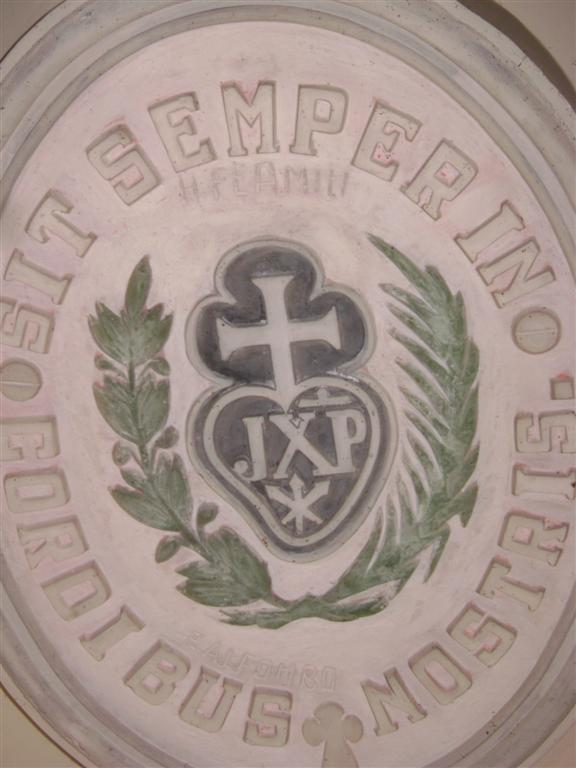
Escudo de la Congregación Pasionista.

## Composición y extensión de la Congregación
La congregación pasionista constaba inicialmente de una orden de religiosos varones, misioneros, pero después se amplió creando las religiosas pasionistas en sus distintas ramas (de clausura, educadoras, misioneras) y una rama seglar, conocida como "Cofradía de la Pasión", formada a partir de un grupo de laicos que eran dirigidos espiritualmente por el santo. Existen los Laicos Asociados Pasionistas, y la Cofradía de la Pasión, ambos con su propia Regla de Vida. En las provincias de Estados Unidos de la congregación, existe un grupo laical recientemente implementado llamado "Compañeros Pasionistas".
Siguiendo el ejemplo de San Pablo de la Cruz, los pasionistas visten una túnica negra con el emblema pasionista y adicionalmente a comprometerse con los votos religiosos de castidad, pobreza y obediencia, hacen un cuarto voto para promover el recuerdo amoroso de la Pasión de Cristo. 
Los Pasionistas son 2500 en todo el mundo, la Orden cuenta con conventos y seminarios en todos los continentes. Su labor misionera ha tomado distintos rumbos conforme a los tiempos, y hoy además de las misiones populares (que nunca se han descuidado, especialmente en las zonas más apartadas o conflictivas, contando con el apoyo de muchos laicos para ello) también atienden parroquias, santuarios, colegios y centros comunitarios. Asimismo están presentes en la ONU a través de un delegado permanente de Justicia y Paz en representación de la Orden, en estrecha colaboración con el Delegado Pontificio para las Naciones Unidas.
Su Casa General se encuentra en Roma, junto a la Basílica de los Santos Juan y Pablo en el monte Celio, frente al Coliseo Romano, donada por el Papa Clemente XIII a San Pablo de la Cruz para establecer la casa de la Orden y donde hoy descansan sus restos.

## Beatos y Santos de la Congregación Pasionista
- San Pablo de la Cruz, presbítero, fundador y Primer Superior General de la Congregación de la Pasión de la orden.
  - El papa Pío IX le beatificó el 1 de octubre de 1852 y canonizó el 29 de junio de 1867.
  - Su fiesta se celebra el 19 de octubre.
- San Vicente María Strambi, el primer obispo pasionista Canonizado.
- San Inocencio de la Inmaculada Concepción (dentro del grupo de los mártires de Turón, muertos durante la revolución de Asturias, España) Protomártir Pasionista.
- Santa Gema Galgani, mística y estigmática, vivió como laica consagrada el carisma de la Pasión de Cristo, pues por su precaria salud no pudo ingresar a un convento pasionista.
- San Gabriel de la Dolorosa, estudiante pasionista, fallecido a la edad de 23 años sin haber sido aún ordenado sacerdote. Vivió una vida intensa de estudio, misión y contemplación en los conventos de Morrovalle e Isola (donde hoy se encuentra su santuario), después de haber llevado una vida muy mundana. Es copatrono mundial de la juventud, junto con el jesuita San Luis Gonzaga.
- Santa María Goretti, mártir de la pureza, entregó su vida a cambio de evitar los abusos de un vecino que quiso ultrajarla, y a quien perdonó durante su agonía, logrando la conversión del mismo después de su muerte.
- San Carlos de San Andrés, sacerdote (en el siglo: Juan Andrés Houben). Nacido el 11 de diciembre de 1821 en Munstergeleen (Holanda) y muerto el 5 de enero de 1893 en Dublín (Irlanda).
- Beato Gabriel de Nuestra Señora del Sagrado Corazón (en el mundo, "Galileo Nicolini"), joven novicio Pasionista..
- Beato Domingo de la Madre de Dios,(Domingo Barbieri) célebre por su labor en el restablecimiento de la jerarquía católica en Inglaterra y por la conversión del después cardenal, San John Henry Newman.
- Beato Grimoaldo de la Purificación de  Santa María
- Beato Eugenio Bossilkov, Obispo Pasionista búlgaro de la diócesis de Nicópolis, mártir.
- Beato Isidoro de San José
- Beato Lorenzo María de San Francisco Javier
- Beato Pio de San Luis Gonzaga
- Beato Bernardo María de Jesús, superior general de la Congregación de la Pasión.

- - A fecha de 16 de octubre de 1988, el papa Juan Pablo II le declara Beato.
  - A fecha de 16 de diciembre de 2006, el papa Benedicto XVI promulgó nuevos decretos de la Congregación para la Causa de los Santos, que abre el camino para varias canonizaciones y beatificaciones, incluyendo la aprobación de los milagros que permitirán la canonización de este beato.
- Beatos Mártires de Daimiel: 
 Beatificados el 1 de octubre de 1989 por el papa Juan Pablo II, a 22 mártires de esta orden muertos en la persecución durante la guerra civil española:
  - Beato Nicéforo de Jesús y María, padre, superior provincial de Daimiel.
  - Beato José de los Sagrados Corazones, mártir
  - Beato Zacarías Fernández Crespo, mártir
  - Beato Benito Solana Ruiz, mártir
  - Beato José Osés Sainz, mártir
  - Beato José María Ruiz Martínez, mártir
  - Beato Félix Ugalde Irurzun, mártir
  - Beato Pablo María Leoz Portillo, mártir

- Ven. Juan Bautista Danei Massari, hermano y primer discípulo de San Pablo de la Cruz
- Ven. María Crucificada Costantini fundadora con  el mismo San Pablo de la Cruz de las Religiosas de la Pasión de Jesucristo en Italia y con estricto apego a la clausura
- Ven. Dolores Medina fundadora con  el padre  Diego Alberici de las Hijas de la Pasión de Jesucristo y de María Dolorosa en México y con estricto apego a las obras sociales
- Ven. Juan Bruni
- Ven. Gerardo Sagarduy
- Ven. Aita Patxi Gondra
- Ven. Fortunato de San Pablo  El Santo Cura de Ars versión Pasionista

## Otros miembros de la Orden
- Tomas Struzzieri primer Pasionista en ser nombrado obispo en Corsega
- Fernando Saavedra (ajedrecista), sacerdote español - escocés. Famoso por descubrir una jugada maestra del ajedrez.
- Juan Bautista de San Vicente Ferrer Segundo Superior general de la Congregación
- Hermana Flor Destacada participante de Master Chef
- Diego Alberici Cofundador de las Hijas de la Pasión de Jesucristo s y María Dolorosa
- Gabriele Amorth  Sacerdote famoso en todo el mundo por su labor como exorcista de la diócesis de Roma.

## Ramas femeninas en el Mundo
- Monjas de la Pasión de Jesucristo, rama femenina fundada por el mismo San Pablo de la Cruz y la Venerable María Crucificada Costantini en Italia y con estricto apego a la clausura
- Hijas de la Pasión de Jesucristo y de María Dolorosa, rama femenina fundada por Diego Alberici y la Venerable María Dolores Medina en México con estricto apego a la obra social.

## Registro legal en España
España
- Nombre Genérico: Congregación de la Pasión de Jesucristo (PP. Pasionistas)
  - N.º de Inscripción: 915-b/7-SE/B
  - Tipo de Entidad: CONGREGACION
  - Fecha de Inscripción: 26 de junio de 1986
  - Nombre de la Inscripción: Pasionistas SCOR
  - Dirección: C/ Leizarán 24
  - Municipio: Madrid
  - Provincia: Madrid

Fuente: Ministerio de Justicia de España